# Котлопи
Котлопи (також Катлапи, Котлопс, лат. Kotlopi) — село у Салацгривській волості Лимбазького краю. Розташоване в західній частині волості, за 4,2 км від парафіяльного центру Салацгрива і за 99,4 км від Риги.
Селище розташоване на трасі А1 (Рига (Балтезерс) – кордон Естонії (Айнажі)).
| Латвія | Це незавершена стаття з географії Латвії. Ви можете допомогти проєкту, виправивши або дописавши її. |